# Архиепархия Питтсбурга и Западной Пенсильвании
Архиепа́рхия Пи́ттсбурга и За́падной Пенсильва́нии (англ. Archdiocese of Pittsburgh and Western Pennsylvania, Питтсбургская и Западно-Пенсильванская епархия) — епархия Православной Церкви в Америке на территории востока штата Огайо, запада штата Пенсильвания и в штате Западная Вирджиния.
Кафедральный город — Питтсбург. Кафедральный собор — Александро-Невский (Эллисон-Парк, Питтсбург).

## История
В 1916 году было учреждено Питтсрбургское викариатство Северо-Американской епархии для окормления вернувшихся из унии русинов, однако с уклонением епископа Стефана (Дзюбая) в унию викариатство пресеклось.
Питтсбургская кафедра уже как самостоятельная была возобновлена в начале 1930-х в составе обособившейся русской «Северо-Американской митрополии».
С тех пор Питтсбургская кафедра существует в составе митрополии, а затем — наследовавшей ей Православной Церкви в Америке. В 1960-х годах начался повсеместный переход на английский язык богослужения.

## Епископы
- Стефан (Дзюбай) (7 августа 1916 — май 1924)
- Алексий (Пантелеев) (ноябрь 1932—1933)
- Вениамин (Басалыга) (10 сентября 1933—1947)
- Дионисий (Дьяченко) (7 декабря 1947—1951)
- Вячеслав (Лисицкий) (28 октября 1951 — 15 декабря 1952)
- Вениамин (Басалыга) (28 июля 1953 — 15 ноября 1963)
- Амвросий (Мережко) (1967—1972)
- Феодосий (Лазор) (1972 — 30 октября 1977)
- Кирилл (Йончев) (октябрь 1977 — 17 июня 2007) до 15 октября 1978 — в/у, еп. Болгарской епархии
- Герман (Свайко) (2007 — 4 сентября 2008) в/у, митр. Нью-Йоркский и Вашингтонский
- Тихон (Моллард) (сентябрь 2008 — июнь 2009) в/у, еп. Филадельфийский
- Мелхиседек (Плеска) (с 27 июня 2009)

## Благочиния
- Allegheny-Beaver Valley Deanery
- Altoona-Johnstown Deanery
- Monongahela Valley Deanery
- Ohio Valley Deanery
- Pittsburgh Deanery